# Guanetidina
La  guanetidina  è un principio attivo, un bloccante del neurone adrenergico, la cui azione inibisce il rilascio di noradrenalina. Il farmaco non è commercializzato in Italia.

## Indicazioni
Viene utilizzato come terapia contro manifestazioni di crisi ipertensive e nell'ipertensione oculare del glaucomatoso.

## Controindicazioni
Sconsigliato in soggetti con scompenso cardiaco.

## Dosaggi
Con iniezione intramuscolare:
- 10–20 mg al giorno (dose da ripetere dopo 3 ore)

## Effetti indesiderati
Fra gli effetti collaterali più frequenti si riscontrano diarrea, sonnolenza, ritenzione di liquidi, disturbi all'eiaculazione.